# Белич, Кристиян
Кри́стиян Бе́лич (серб. Кристијан Белић; род. 25 марта 2001, Синт-Трёйден, Фламандский регион) — сербский футболист, полузащитник нидерландского клуба АЗ и сборной Сербии, выступающий на правах аренды за израильский «Маккаби».

## Клубная карьера
Белич — воспитанник клубов «Сербиан Уайт Иглз», ОФК, английского «Вест Хэм Юнайтед» и греческого «Олимпиакоса». 8 января 2020 года в матче Кубка Греции против «Каламата» он дебютировал за основной состав последних. В 2021 году Белич вернулся на родину, став игроком «Чукарички». 6 декабря в матче против «Колубара» он дебютировал в сербской Суперлиге. Летом 2022 года Белич перешёл в «Партизан». 15 июля в матче против «Раднички Ниш» он дебютировал за новую команду. 16 октября в поединке против своего бывшего клуба «Чукарички» Кристиян забил свой первый гол за «Партизан».
В январе 2024 года перешёл в нидерландский АЗ, подписав четырёхлетний контракт.

## Международная карьера
В 2018 году Белич в составе юношеской сборной Сербии принял участие в юношеском чемпионате Европы в Англии. На турнире он сыграл в матчах против команд Испании и Германии.